# 葉維榮
葉維榮，河南商邱人，1732年（雍正十年）上任台灣鳳山縣縣丞，是監生出身。范咸主修的《重修臺灣府志》中有他的記載，他亦為該官職的首任清朝官員。